# Lee Harry
Burton Lee Harry ist ein US-amerikanischer Filmeditor, Drehbuchautor und Filmregisseur.
Lee Harry ist Absolvent der University of Bridgeport und vor allem für die Regie des Films Stille Nacht, Horror Nacht Teil 2, Street Soldiers und  The Whistler bekannt geworden, bei denen er auch Regie führte und das Drehbuch geschrieben hatte. Zusammen mit Joseph H. Earle wurde Harry beauftragt, seine Fertigkeiten des Filmschnitts bei Silent Night, Deadly Night: Teil 2 einzusetzen, damit der Cliffhanger des ersten Teils optimal an den neuen Film angepasst wird und der Kultfilm seine Qualität behält.
Sein dramatischer Kurzfilm The Whistler wurde beim Burbank International Film Festival (2015) für die Kategorie Dramatic Shorts nominiert.
Lee Harry ist mit der Schauspielerin Jill K. Allen verheiratet und hat mit ihr zwei Kinder; eine Tochter und einen Sohn.

## Filmografie (Auswahl)
- 1980: PSI Factor
- 1980: Laboratory
- 1981: Warp Speed
- 1981: The Perfect Woman
- 1981: Escape from DS-3
- 1986: Geheimcode Charly
- 1987: Stille Nacht, Horror Nacht Teil 2 (auch Regie und Drehbuch)
- 1991: Street Soldiers (auch Regie und Drehbuch)
- 2012: Misery Loves Company: The Making of Young Adult
- 2012: The Awful Truth: Deconstructing a Scene
- 2013: Collision Point: The Race to Clean Up Space
- 2014: I'm Not Adam
- 2015: The Whistler (auch Regie und Drehbuch)
- 2019: A Rock N' Roll Heart